# 김준근
김준근(金俊根, 생몰년 미상)은 조선 말기에 활동한 평민 출신 풍속화가이다. 《기산풍속도》, 《텬로력뎡》 등의 작품을 남겼다. 선교사 제임스 게일과 그의 아내 해리엇이 공동 번역하여 발행한 《텬로력뎡》에 목판화 도상 42점이 실려 있다. 이는 개화기에 제작된 풍속판화여서 그 의미가 크다.

## 소장 작품의 수
김준근의 생애와 행적에 관한 기록은 거의 남아 있지 않다. 다만 19세기 말에 개항장으로 개방된 부산, 원산, 인천 등에서 자신이 그린 풍속화를 서양인들에게 판매했다는 기록이 전한다. 전 세계적으로 소장 작품의 수는 다음과 같다.
| 보관 장소                        | 작품 수 |
| 독일 함부르크박물관              | 100     |
| 네덜란드 국립민족학박물관        | 22      |
| 비엔나 민속박물관                | 119     |
| 영국도서관                       | 99      |
| 대영박물관                       | 150     |
| 미국 스미스소니언박물관          | 98      |
| 덴마크 국립박물관                | 94      |
| 모스크바 국립동양박물관          | 42      |
| 프랑스 국립기메동양박물관        | 166     |
| 숭실대학교 부설 한국기독교박물관 | 100     |